# 孙继根
孫繼根（英語：Joseph Sun Ji-gen；1967年8月2日—；聖名：若瑟）是中國籍天主教主教。現任永年教區主教（2016年-）。

## 生平
孫繼根出生於1967年8月2日，於中國河北省邯鄲市峰峰礦區義井鎮下拔劍村。1986年，他19歲時進入教區小修院，兩年後考進河北省天主教神哲學院。1994年在小修院任教，翌年5月3日他28歲時由永年教區主教陳柏廬晉鐸。1997年，他獲任命為教區秘書長，並於2001年至2005年期間，擔任永年教區副主教。2005年，改為出任永年堂區主任司鐸。
2007年或2010年時，孫繼根獲時任教宗本篤十六世任命為永年教區助理主教。2010年12月，由政府控制的中國天主教愛國會舉行的選舉中，他當選成永年教區主教候選人（請提供資料來源）。
原訂在2011年6月29日祝聖成為助理主教，但沒有被當局批准。他到河南衛輝教區做避靜。6月29日出靜當天，他被政府人員推進一輛公安車，帶到省會石家莊，拘留近兩周。教區在他獲釋後宣佈他在6月21日已獲教區主教楊祥太秘密祝聖。
2017年11月16日公開就職。本來邀請了河北所有主教出席，但其中「非法」主教郭金才由要守孝無法出席，就職禮上所有主教都是梵蒂岡所承認的。